# کیلمانیوگ
کیل‌مانی‌وِگ (به انگلیسی: Kilmonivaig) یک روستای کوچک در بریتانیا است که در هایلند واقع شده‌است.
این روستا در ۱۵ مایلی شمال شرقی فورت ویلیام واقع شده است.